# مک‌اواس مانتری
مک‌اواس مانتری (انگلیسی: MacOS Monterey) (نسخه ۱۲٫۰) هجدهمین انتشار بزرگ و انتشار فعلی سیستم عامل مک‌اواس از شرکت اپل برای کامپیوترهای مکینتاش است که در کنفرانس جهانی توسعه‌دهندگان اپل در تاریخ ۷ ژوئن ۲۰۲۱ رونمایی شد و در ۲۵ اکتبر ۲۰۲۱ به‌طور عمومی عرضه شد.

## سیستم مورد نیاز
مک‌اواس مانتری پشتیبانی از مک‌های مختلف منتشر شده از سال ۲۰۱۳ تا ۲۰۱۵ از جمله تمام مک‌های دارای پردازنده گرافیکی انویدیا را متوقف کرده‌است. مانتری روی تمام مک‌های مجهز به سامانه روی تراشه‌های اپل و همچنین مدل‌های زیر مجهز به CPU اینتل کار می‌کند:
- مک‌بوک: اوایل ۲۰۱۶ به بعد
- مک‌بوک ایر: اوایل ۲۰۱۵ به بعد
- مک‌بوک پرو: اوایل ۲۰۱۵ به بعد
- مک مینی: اواخر ۲۰۱۴ به بعد
- آی‌مک: اواخر ۲۰۱۵ به بعد
- آی‌مک پرو: اواخر ۲۰۱۷
- مک پرو: اواخر ۲۰۱۳ به بعد